# Liolaemus lenzi
Liolaemus lenzi — вид ігуаноподібних ящірок родини Liolaemidae. Ендемік Болівії. Вид названий на честь німецького зоолога Гайнріха Ленца.

## Поширення і екологія
Liolaemus lenzi мешкають в Болівійських Андах, поблизу озера Тітікака.